# Kościół Matki Bożej Królowej Polski w Łukawcu
Kościół NMP Królowej Polski w Łukawcu – obecny kościół parafialny parafii Objawienia Pańskiego w Łukawcu, a zarazem sanktuarium Matki Boskiej Łukawieckiej. W kościele czczony jest Obraz Matki Bożej Tartakowskiej (Łukawieckiej).

## Historia

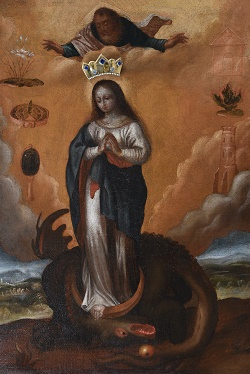
Obraz Matki Bożej Tartakowskiej

### Lata 80. i 90. XX wieku
Pierwotnie kościołem parafialnym Parafii Objawienia Pańskiego w Łukawcu był zabytkowy Kościół Objawienia Pańskiego, jednak ze względu na przybywanie coraz większej ilości wiernych, podjęto decyzję o budowie nowego kościoła, dzięki staraniom ówczesnego proboszcza księdza Józefa Kornagi. Kamień węgielny z Grobu Pańskiego został poświęcony 10 czerwca 1979 roku przez papieża Jana Pawła II i wmurowany przez bp. Mariana Rechowicza 15 maja 1983 roku. Nowa świątynia powstała w latach 1980–1989 według projektu inżyniera Henryka Stawickiego z Krakowa. Została poświęcona przez biskupa Mariana Jaworskiego w 1990 r. Kościół jest duży, murowany, zbudowany w stylu nowoczesnym. Swoim kształtem przypomina łódź. W 1990 roku z zabytkowego kościoła Objawienia Pańskiego przeniesiono słynący łaskami obraz Matki Bożej Łukawieckiej (Tartakowskiej) i umieszczono go w ołtarzu głównym. Kościół zyskał wtedy miano Sanktuarium Matki Bożej Łukawieckiej. Ołtarz znajduje się w trójkątnej wnęce, zwężającej się ku górze, mającej przypominać promienie zstępujące z nieba. Pośrodku znajduje się długi, prostokątny witraż, sięgający dachu. Po lewej stronie ołtarza znajdują się drzwi do zakrystii, a po prawej do Kaplicy św. Jana Pawła II. 

### XXI wiek

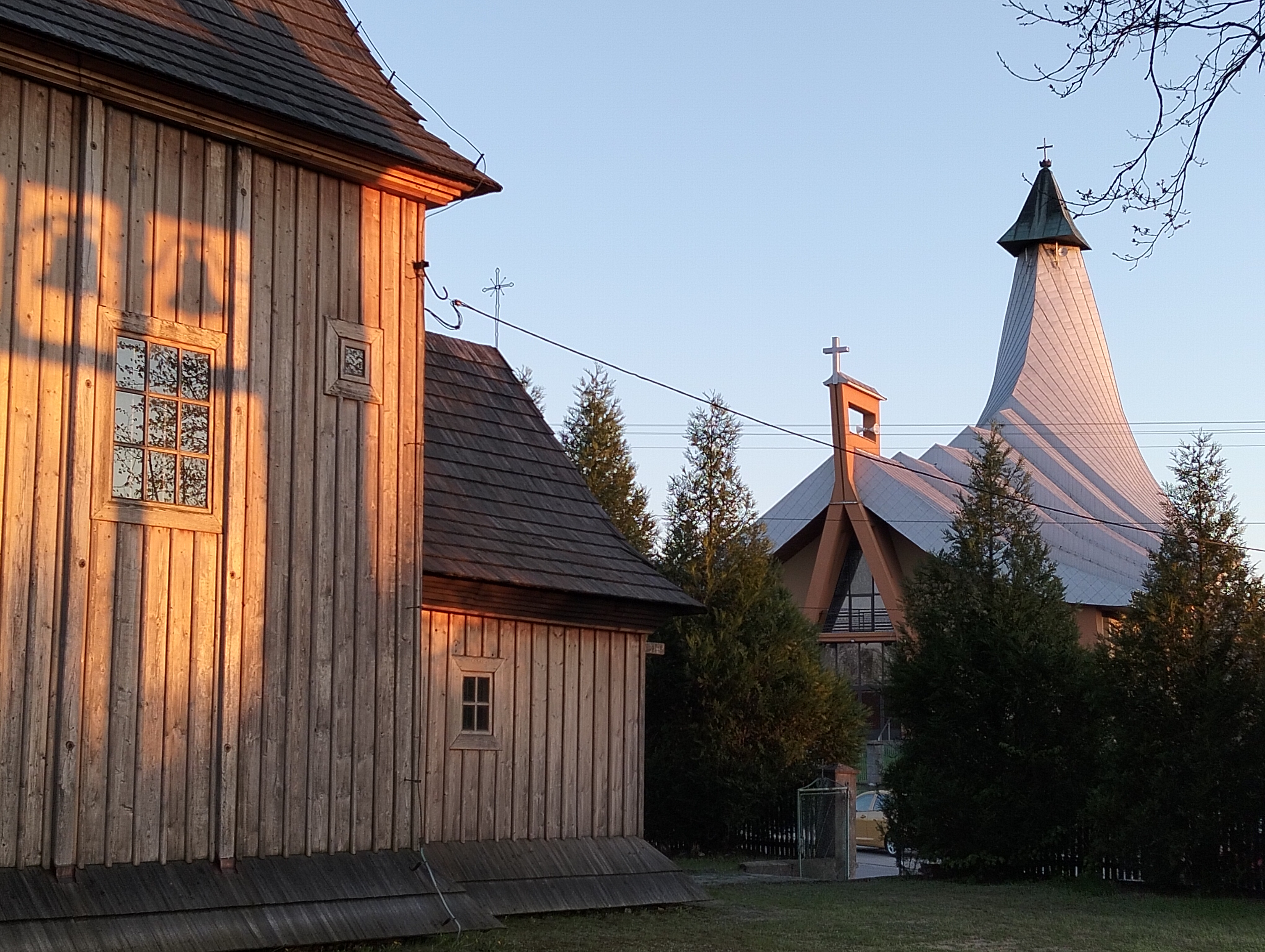
Widok wraz ze starym kościołem Objawienia Pańskiego

17 maja 2011 r. biskup Wacław Depo dokonał poświęcenia nowej elewacji kościoła i plebanii.
W 2013 roku dzięki staraniom pochodzącego z Łukawca arcybiskupa Mieczysława Mokrzyckiego w kościele urządzono kaplicę św. Jana Pawła II. Arcybiskup Mieczysław Mokrzycki był osobistym sekretarzem papieża Jana Pawła II. Dokonał on poświęcenia kaplicy. Dzięki niemu w kaplicy znalazły się relikwie papieża, w postaci kosmyka włosów, które umieszczono w klęczniku, a w specjalnie przygotowanych gablotach znalazły się sutanna, piuska, ornat i kielich, którego używał, sprawując Eucharystię.
W 2016 r. z okazji uroczystości rocznicowych, związanych z 25. rocznicą koronacji obrazu Matki Bożej Łukawieckiej przez Jana Pawła II, wykonany został nowy, duży ołtarz główny. Obraz został w nim umieszczony 6 czerwca 2016 r. po renowacji. Poświęcenia nowego ołtarza dokonał arcybiskup Mieczysław Mokrzycki podczas mszy świętej 8 czerwca 2016 r. Ołtarz został zaprojektowany przez Bogusława Kulkę z żoną. Prace kamieniarskie wykonał Jerzy Malarczyk, a prace w drewnie Józef Majerczyk. Anita Kurasińska namalowała obraz nawiązujący do wezwania parafii – Objawienia Pańskiego. Obraz ten stanowi zasłonę dla Obrazu Matki Bożej Łukawieckiej.
15 czerwca 2023 roku arcybiskup Mieczysław Mokrzycki, metropolita lwowski, dokonał poświęcenia podarowanego przez niego pomnika św. Jana Pawła II z okazji 40 rocznicy jego wyboru na papieża. Pomnik został ustawiony na cokole na placu kościelnym. W tym samym roku przeprowadzono renowację kaplicy papieskiej, w ramach których wykonana została nowa ekspozycja pamiątek po papieżu według projektu dr hab. Katarzyny Anny Jagiełło. 